# Base de loisirs des Mottets
La base de loisirs des Mottets est une base de loisirs situé en France sur les rives du lac du Bourget, en Savoie.
Elle est située sur la commune de Viviers-du-Lac, à 234 m d’altitude, entre Aix-les-Bains et Chambéry,.
Appartenant à l'origine au conseil départemental de la Savoie, la base appartient depuis 2017 à la communauté d'agglomération Grand Lac.